# Grizzly (Kings Dominion)
Grizzly in Kings Dominion (Doswell, Virginia, USA) ist eine Holzachterbahn vom Hersteller King’s Entertainment Company, die am 27. März 1982 eröffnet wurde.
Sie besitzt das gleiche Layout wie die Wildcat in Coney Island (Ohio), die 1964 geschlossen wurde. Die Fahrt führt hierbei teilweise durch den Wald.

## Züge
Grizzly besitzt zwei Züge vom Hersteller Philadelphia Toboggan Coasters mit jeweils sieben Wagen. In jedem Wagen können vier Personen (zwei Reihen à zwei Person) Platz nehmen. Die Fahrgäste müssen mindestens 1,12 m groß sein um mitfahren zu dürfen.